# Tetracanthella sexsetosa
Tetracanthella sexsetosa är en urinsektsart som beskrevs av Olga M. Martynova 1971. Tetracanthella sexsetosa ingår i släktet Tetracanthella och familjen Isotomidae. Inga underarter finns listade i Catalogue of Life.